# Villano de Las Encartaciones
Il Villano de las Encartaciones è una razza canina di origine spagnola, non riconosciuta dalla FCI.
È un cane da bovaro affine all'Alano spagnolo di cui porta il sangue, essendone però una versione più piccola e più agile. Viene utilizzato per catturare e marchiare i bovini di razza Monchina, che sono allevati allo stato brado e che sono poco mansueti. Il cane viene anche utilizzato per a caccia al cinghiale, date le sue qualità di cane da presa. Gli esemplari maschi sono alti dai 60 ai 65 cm e pesano fino a 35 chili.